# Семендяевское сельское поселение
Семендя́евское се́льское поселе́ние — муниципальное образование в составе Калязинского района Тверской области России.
Образовано в 2005 году, включило в себя территории Баринцевского, Леонтьевского и Семендяевского сельских округов.
Центр поселения — село Семендяево.

## Географические данные
- Общая площадь: 237,81[1].
- Нахождение: северо-восточная часть Калязинского района, самое восточное поселение Тверской области.
  - Граничит:
    - на севере и востоке — с Ярославской областью, Угличский район,
    - на юге — со Старобисловским СП,
    - на юго-западе — с Алфёровским СП
    - на северо-западе, по Угличскому водохранилищу — с Кашинским районом, Карабузинским СП.

Главные реки — Волга (Угличское водохранилище), Жабня.
Поселение пересекают автодорога Сергиев Посад — Калязин — Рыбинск — Череповец и железная дорога Калязин — Углич.

## Население
| 2010  | 2011  | 2012  | 2013  | 2014  | 2015  | 2016  |
| ----- | ----- | ----- | ----- | ----- | ----- | ----- |
| 1403  | ↘1395 | ↘1352 | ↘1340 | ↘1339 | ↘1316 | ↘1311 |
| 2017  | 2018  | 2019  | 2020  | 2021  |       |       |
| ↗1312 | ↗1421 | ↗1447 | ↗1478 | ↘1440 |       |       |

## Населённые пункты
На территории поселения находятся 64 населённых пункта:
| №  | Населённый пункт | Тип     | Население |
| -- | ---------------- | ------- | --------- |
| 1  | Александроково   | деревня | 1         |
| 2  | Андрианово       | деревня | 0         |
| 3  | Баринцево        | деревня | ↘59       |
| 4  | Бачманово        | деревня | 21        |
| 5  | Бекетово         | деревня | 0         |
| 6  | Большое Льгово   | деревня | 1         |
| 7  | Большое Сидорово | деревня | 12        |
| 8  | Бородино         | деревня | 1         |
| 9  | Братково         | деревня | 1         |
| 10 | Брыкино          | деревня | 0         |
| 11 | Волкушино        | деревня | 1         |
| 12 | Высокое          | деревня | 7         |
| 13 | Горели           | деревня | 0         |
| 14 | Данилово         | деревня | 9         |
| 15 | Дорохино         | деревня | 1         |
| 16 | Дорохово         | деревня | 16        |
| 17 | Жуковка          | деревня | 5         |
| 18 | Запрудье         | деревня | 42        |
| 19 | Звездино         | деревня | 5         |
| 20 | Злобино          | деревня | 1         |
| 21 | Зобово           | деревня | 11        |
| 22 | Истопки          | деревня | 0         |
| 23 | Калуги           | деревня | 0         |
| 24 | Кетково          | деревня | 14        |
| 25 | Кожевня          | деревня | 0         |
| 26 | Колотово         | деревня | 10        |
| 27 | Кондратово       | деревня | 5         |
| 28 | Конишкино        | деревня | 1         |
| 29 | Кулишки          | деревня | 1         |
| 30 | Кутузово         | деревня | →0        |
| 31 | Леванидово       | деревня | 0         |
| 32 | Леонтьевское     | деревня | ↗566      |
| 33 | Лыткино          | деревня | 0         |
| 34 | Малахово         | деревня | 52        |
| 35 | Малое Льгово     | деревня | 0         |
| 36 | Малое Сидорово   | деревня | 0         |
| 37 | Малый Дор        | деревня | 0         |
| 38 | Матренкино       | деревня | 1         |
| 39 | Митино           | деревня | 16        |
| 40 | Молчаново        | деревня | 22        |
| 41 | Моншино          | деревня | 9         |
| 42 | Мытарево         | деревня | 38        |
| 43 | Пахомово         | деревня | ↘1        |
| 44 | Пашня            | деревня | 1         |
| 45 | Пепелино         | деревня | 8         |
| 46 | Погорелка        | деревня | 16        |
| 47 | Покидово         | деревня | 0         |
| 48 | Потаповка        | деревня | 1         |
| 49 | Проскурино       | деревня | 6         |
| 50 | Раменье          | деревня | ↘10       |
| 51 | Рылово           | деревня | ↘47       |
| 52 | Селищи           | деревня | ↘7        |
| 53 | Семендяево       | село    | ↘278      |
| 54 | Скоморохово      | деревня | 1         |
| 55 | Сосенки          | деревня | 5         |
| 56 | Старово          | деревня | 20        |
| 57 | Трояки           | деревня | 1         |
| 58 | Тюшино           | деревня | 12        |
| 59 | Уланово          | деревня | 13        |
| 60 | Ульянино         | деревня | 14        |
| 61 | Чернышовка       | деревня | 1         |
| 62 | Шамановка        | деревня | 0         |
| 63 | Юрново           | деревня | 13        |
| 64 | Яхромино         | деревня | 1         |

### Бывшие населённые пункты
В 1998 году исключена из учётных данных деревня Никифорово.

Ранее исчезли деревни: Клухино, Лысково, Матюшино, Пронинское, Рамешки и другие.

## История
В XVI—XVII вв. территория поселения относилась к Жабинскому стану Кашинского уезда Русского государства.
С образованием губерний территория поселения входит в Углицкую провинцию Санкт-Петербургской, затем (с 1727 года) в Московской губернии. С образованием в 1796 году Тверской губернии территория поселения вошла в Калязинский уезд (до 1922 года). После ликвидации губерний в 1929 году территория вошла в Калязинский район Московской области. В 1935 году Калязинский район вошёл в состав Калининской области, в 1963 году. ликвидирован (присоединён к Кимрскому району) и восстановлен в 1964 году.
В XIX — начале XX века большинство деревень поселения относились к Семендяевской волости Калязинского уезда Тверской губернии.

## Известные люди
В деревне Аверково родился Герой Советского Союза Алексей Павлович Мозгалёв.

 В деревне Бородулино родился Герой Советского Союза Виктор Александрович Медведев.